# Villejésus
Villejésus era una comuna francesa situada en el departamento de Charente, de la región de Nueva Aquitania. Desde el 1 de enero de 2019 es una comuna delegada de Aigre.
Los habitantes se llaman Villesalénois y Villesalénoises.

## Geografía
Está ubicada a 29 km al noroeste de Angulema.

## Historia
El 1 de enero de 2019 pasó a ser una comuna delegada de la comuna nueva de Aigre.

## Demografía
| 542 | 531 | 511 | 491 | 550 | 544 | 553 | 536 | 502 |
| Para los censos de 1962 a 1999 la población legal corresponde a la población sin duplicidades (Fuente: INSEE [Consultar]) |     |     |     |     |     |     |     |     |